# Eus
Eus település Franciaországban, Pyrénées-Orientales megyében. Lakosainak száma 381 fő (2022. január 1.). Eus Campoussy, Arboussols, Marquixanes, Los Masos, Prades, Catllar, Molitg-les-Bains és Sournia községekkel határos.

## Földrajz

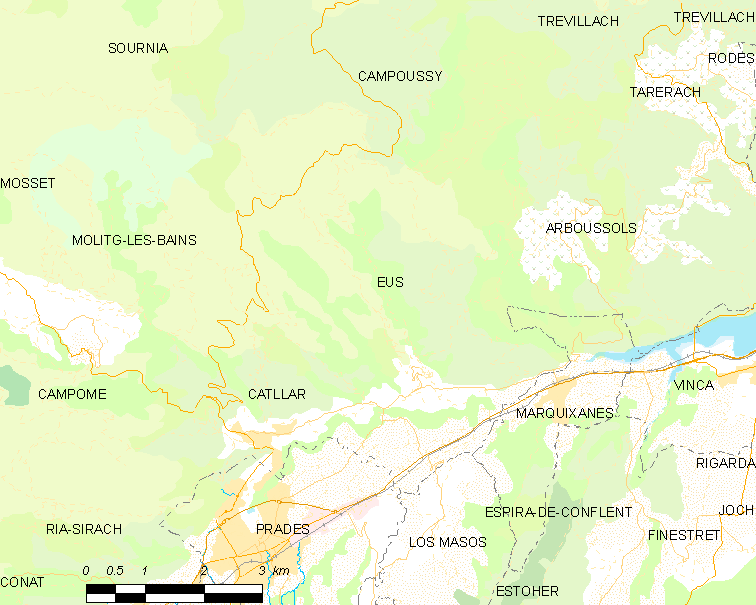
Eus és környéke

## Népesség
A település népességének változása:
| Lakosok száma | 398  | 388  | 392  | 388  | 384  | 381  | 377  | 380  | 381  |
|               | 2013 | 2015 | 2016 | 2017 | 2018 | 2019 | 2020 | 2021 | 2022 |